# قرار مجلس الأمن التابع للأمم المتحدة رقم 885
اتُّخِذَ قرار مجلس الأمن التابع للأمم المتحدة رقم 885، بالإجماع في 16 تشرين الثاني / نوفمبر 1993، بعد إعادة التأكيد على القرارات 733 (1992)، 746 (1992)، 751 (1992)، 767 (1992)، 775 (1992)، 794 (1992)، 814 (1993)، 837 (1993)، 865 (1993) و878 (1993) بشأن الصومال والقرار 868 (1993) بشأن سلامة أفراد حفظ السلام التابعين للأمم المتحدة، أذن المجلس بتشكيل لجنة تحقيق للتحقيق في الهجمات على عملية الأمم المتحدة الثانية في الصومال التي أدت إلى وقوع إصابات.
وتم الاعتراف بضرورة إجراء مشاورات بين جميع الأطراف لتحقيق المصالحة الوطنية وإقامة المؤسسات الديمقراطية، ولا سيما التأكيد على أن الشعب الصومالي مسؤول عن تحقيق هذه الأهداف. أحاط المجلس علما بمقترحات إنشاء لجنة تحقيق محايدة من منظمة الوحدة الأفريقية ومضى في إنشاء التحقيق، بينما طُلب من الأمين العام بطرس بطرس غالي تعيين اللجنة في أقرب وقت ممكن .
وقد تم توجيه اللجنة إلى تحديد إجراءات تحقيقها، مع مراعاة الإجراءات المعيارية للأمم المتحدة. وأشار أيضاً أن أعضاء اللجنة سيحصلون على مركز الخبراء القائمين بمهمة وفقا لاتفاقية امتيازات الأمم المتحدة وحصاناتها. طُلب من بطرس غالي تقديم المساعدة إلى اللجنة بينما تم حث الأطراف في الصومال على التعاون معها.
ودعا المجلس اللجنة إلى تقديم تقرير في أقرب وقت ممكن، كما دعا الأمين العام، بشأن استكمال تقرير اللجنة، إلى تعليق إجراءات الاعتقال ضد أولئك الأفراد المتورطين ولكن غير المحتجزين في الوقت الحالي، ووضع أحكام للتعامل مع هؤلاء المحتجزين بالفعل بموجب القرار 837.

## روابط خارجية
- نص القرار في undocs.org